# گل‌زار
گل‌زار یکی از روستاهای استان آذربایجان شرقی است که در دهستان ذوالبین بخش یامچی شهرستان مرند واقع شده‌است.
نام واقعی این روستا گلعذار  است که به اشتباه آنرا گل زار می نامند. این روستا از شمال و مشرق به خط راه آهن، از جنوب غربي به باروج، از جنوب به اربطان و از شمال غربي به تازه كند آخوند و ليوار و از جنوب شرقي به مرند محدود مي شود. 
نام اين روستا به علت شباهت تلفظي با روستاي گلجار بخش مركزي مرند اشتباه گرفته مي شود. 
طول دورة يخبندان 120 روز كه از آذرماه شروع، و در فروردين ماه پايان مي يابد. ميزان بارش سالانه آن 250 ميلي متر باران و يك متر برف است. مقدار اراضي آبي 400 هكتار و اراضي ديم آن 100 هكتار است. در اين روستا دو قنات قديمي به نامهاي بيوك و شور وجود داشته است. ارتباط اين روستا با يامچي از طريق اربطان مي باشد. 
نام اين روستا از دو كلمه گل و عذار تشكيل شده است. عذار در لغت به معناي چهره مي باشد. 